# La Sorciere
La Sorciere es una localidad de Santa Lucía que forma parte del distrito de Gros Islet.